# 王葆华
王葆华（1927年12月—），男，河北玉田人，中华人民共和国政治人物，曾任石家庄市人民政府市长。